# حاجي كندي سفلي
حاجي كندي سفلي (بالفارسية: حاجی‌کندی سفلی) هي مستوطنة تقع في قسم تشاراويماق الجنوبي الغربي الريفي في إيران. يقدر عدد سكانها بـ 39 نسمة .